# Presidencia de Madrás
La presidencia de Madrás o provincia de Madrás, oficialmente presidencia del Fuerte de San Jorge hasta 1937, era una subdivisión administrativa de la India británica. En su mayor extensión, la presidencia abarcaba la mayor parte del sur de la India, incluido todo el estado indio de Andhra Pradesh, y partes de Tamil Nadu, Kerala, Karnataka, Telangana, Odisha y el territorio de la Unión de las Laquedivas. La ciudad de Madrás fue la capital de invierno y Ootacamund u Ooty la capital de verano. La isla de Ceilán fue parte de la presidencia desde 1793 hasta 1798, cuando se convirtió en colonia de la Corona. Limitaba con el Reino de Mysore al noroeste, con el Reino de Cochín al suroeste, y con el Reino de Hyderabad al norte. Algunos sectores también limitaban con la presidencia de Bombay y con las Provincias Centrales y Berar.

## Historia

### Antes de la llegada de los ingleses
El descubrimiento de dólmenes en esta parte del subcontinente muestra la existencia de habitantes desde la Edad de Piedra. Los primeros gobernantes prominentes de la parte norte de la futura presidencia fueron la dinastía Pandya (230 a. C.-102 d. C.), de origen tamil. Tras el declive de los Pandyas y los Cholas, el territorio fue conquistado por la dinastía Kalabhra. La zona se recuperó bajo la subsecuente dinastía Pallava, y su civilización alcanzó un apogeo cuando los posteriores reyes télugu comenzaron a adquirir grandes extensiones de terreno en Tamil Nadu. Tras la conquista de Madurai por Malik Kafur en 1311, hubo una breve pausa cuando tanto la cultura como la civilización comenzaron a deteriorarse. Los territorios tamil y télugu se recuperaron bajo el Imperio vijayanagara, fundado en 1336. Tras la desaparición de este imperio, el sector se dividió entre numerosos sultanes, Poligar y empresas comerciales europeas. Entre 1685 y 1947, varios reyes gobernaron las áreas que pasaron a formar parte de la Presidencia de Madrás.

### Primeros puestos comerciales ingleses (1600-1639)
El 31 de diciembre de 1600 la reina Isabel I de Inglaterra (1533-1603) otorgó a un grupo de comerciantes ingleses una Carta Real para establecer una sociedad por acciones que se conoció como la Compañía Británica de las Indias Orientales. Posteriormente, durante el reinado del rey Jacobo I (1567-1625), sir William Hawkins y sir Thomas Roe fueron enviados a negociar con el emperador mogol Jahangir (1569-1627) para permitir el establecimiento de factorías en la India en nombre de la Compañía. Las primeras se construyeron en Surat en la costa oeste, y en Masulipatam en la costa este. Las autoridades inglesas decidieron reubicar estas factorías más al sur, debido a la escasez de tela de algodón, el principal artículo comercial de la costa este en ese momento. El problema se agravó cuando el sultán de Golconda comenzó a acosar a los oficiales locales. El administrador de la Compañía de las Indias Orientales Francis Day (1605-1673) fue enviado al sur, y después de negociaciones con el rajá de Chandragiri, obtuvo una concesión de tierras para establecer una factoría en el pueblo de Madraspatnam, en donde se construyó el Fuerte de San Jorge.

### Agencia del Fuerte de San Jorge (1640-1684)
Andrew Cogan fue sucedido por Francis Day (1643-1644), Thomas Ivie (1644-1648) y Thomas Greenhill (1648-52 y 1655-58). Al final del mandato de Greenhill en 1652, Fuerte San Jorge fue elevado a presidencia, independiente de Bantam y bajo el liderazgo del primer presidente, Aaron Baker (1652-1655). Sin embargo, en 1655 el estatus del fuerte fue degradado a Agencia y quedó sujeto a la fábrica de Surat, hasta 1684. En 1658, el control de todas las fábricas de Bengala pasó a Madrás, cuando los ingleses ocuparon el cercano pueblo de Triplicane.